# Деркач Андрій Леонідович
Андрі́й Леоні́дович Де́ркач  (нар. 19 серпня 1967, Дніпропетровськ, УРСР) — колишній проросійський політик з України, сепаратист, народний депутат III—IX скликань від Партії Регіонів. Син Леоніда Деркача. Агент Росії, внесений до санкційного списку США як «російський агент з понад десятирічним стажем». За даними СБУ, керував в Україні агентурною мережею ГУ Генштабу РФ, котра повинна була допомагати ворогу в захопленні України.
Позбавлений громадянства України згідно Указу Президента України у січні 2023 року.
27 січня 2023 року Глухівською міською радою позбавлений звання "Почесний громадянин Глухова".

## Життєпис

### Освіта
- 1984—1989 — Харківське вище військове командно-інженерне училище ракетних військ, інженер-механік.
- 1990—1993 — Академія Федеральної служби безпеки РФ, юрист. Тема дипломної роботи — рос. «Организация и проведение встреч с негласной агентурой»[15].

## Кар'єра
- З 1989 по 1990 рік — проходив військову службу в Ракетних військах стратегічного призначення на ТРБ (технічній ракетній базі) Первомайської дивізії РВСП, ніс бойове чергування.
- З 1990 по 1993 рік — слухач Академії Міністерства безпеки Росії, юрист. Дипломна робота «Організація і проведення зустрічей з негласною агентурою».
- З 1993 по 1994 рік — оперуповноважений в Управлінні Служби безпеки України у Дніпропетровській області, заступник директора асоціації «Придніпров'я», яка займалася налагоджуванням кооперації підприємств єдиного технологічного циклу.
- З 1994 по 1996 рік — заступник керівника Контрольної служби Президента України.
- З 1996 по 1997 рік — консультант Президента України із зовнішньоекономічних питань.
- З 1997 по 1998 рік — перший помічник Прем'єр-міністра України[16][17].
- 1998 року обраний народним депутатом ВРУ ІІІ скликання по мажоритарному округу (Глухівський, Путивльський, Кролевецький, Ямпольський, Середино-Будський райони Сумської області); народний депутат України IV, V, VI скликань.
- З 2006 року — президент Національної атомної енергогенеруючої компанії «Енергоатом»[18], генеральний директор державного концерну «Укратомпром»[19].
- У 2010 році Священний Синод Російської Православної Церкви ввів Андрія Деркача до складу Міжсоборної присутності РПЦ.
- З 2011 року — на громадських засадах очолював групу радників Прем'єр-міністра України Миколи Азарова. Кандидат юридичних наук[20], доцент Київської Духовної академії та семінарії Української Православної Церкви Московського патріархату.
- 2012—2014 — народний депутат України VII скликання від Партії регіонів, член бюджетного комітету Верховної Ради. Вийшов з фракції Партії регіонів 21 лютого 2014 року після перемоги Євромайдану.
- 2014—2019 — народний депутат України VIII скликання, заступник голови депутатської групи «Воля народу», член бюджетного комітету Верховної Ради. Після смерті Ігоря Єремеєва став виконувачем обов'язків голови депутатської групи «Воля народу». 26 січня 2016 року вийшов з депутатської групи «Воля народу».
- 2019 - 2023 — народний депутат України IX скликання, позафракційний[21] *(позбавлений статусу 13.01.2023)[22].
- з 12 вересня 2024 року — сенатор Російської Федерації - представник від виконавчої влади Астраханської області[23].

## Політика

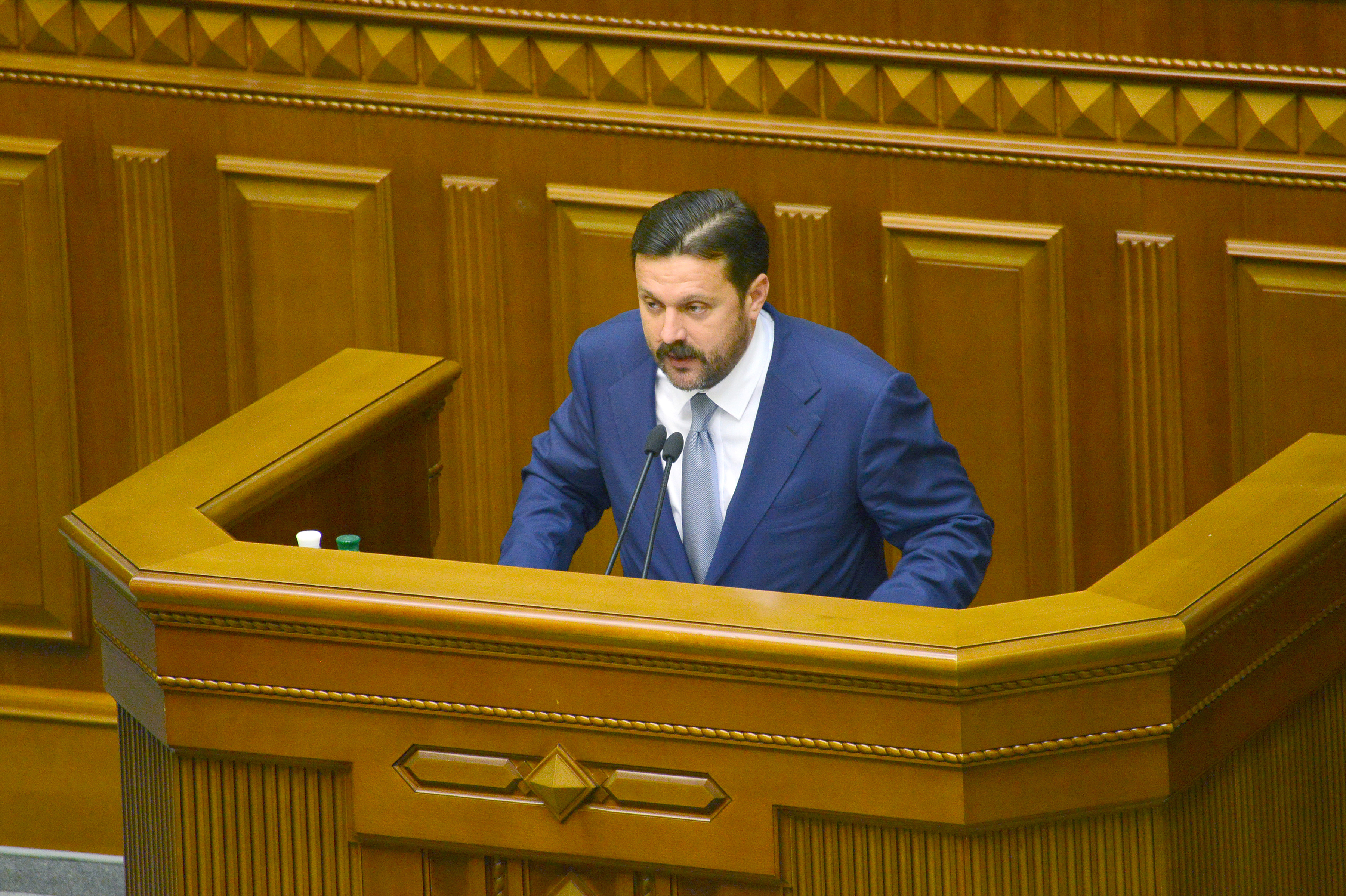
2013 року в Верховній раді

Народний депутат України 3-го скликання (березень 1998 — квітень 2002), виборчий округ № 159, Сумська область. Явка 79.2 %, за 57.4 %, 11 суперників. На час виборів: перший помічник Прем'єр-міністра України, член УПС. Одночасно — кандидат в народні депутати України від виборчого блоку «Трудова Україна», № 12 в списку.
Народний депутат України 4-го скликання (квітень 2002 — квітень 2006) від блоку «За єдину Україну!», № 11 в списку. Член фракції «Єдина Україна» (травень — червень 2002), уповноважений представник фракції партій ППУ та «Трудова Україна» (червень 2002 — квітень 2004), член фракції Соціалістичної партії України (грудень 2005 — квітень 2006), заступник голови Комітету з питань паливно-енергетичного комплексу, ядерної політики та ядерної безпеки (червень 2002 — квітень 2006).
Народний депутат України 5-го скликання (квітень — листопад 2006) від СПУ, № 9 в списку. Перший заступник голови Комітету з питань паливно-енергетичного комплексу, ядерної політики та ядерної безпеки (з липня 2006), член фракції СПУ (з квітня 2006). Склав депутатські повноваження 2 листопада 2006.
Народний депутат України 6-го скликання з листопада 2007 від Партії регіонів, № 96 в списку. На час виборів: генеральний директор ДК «Укратомпром», безпартійний.
Народний депутат України 7-го скликання від Партії регіонів з 2012 до 2014 року, член бюджетного комітету Верховної Ради.
16 січня 2014 року голосував за «Закони про диктатуру». Народний депутат України 8-го скликання.
13 листопада 2015 року став головою новоствореного міжфракційного депутатського об'єднання на захист порушених конституційних прав громадян і проти політичних репресій «Заборонено забороняти».
24 липня 2017 року став ініціатором розслідування ГПУ щодо втручання керівництва НАБУ, посольства України в США у вибори президента США. ГПУ почала кримінальне провадження.
10 жовтня 2017 року Деркач з деякими іншими депутатами подав до суду на прем'єр-міністра Гройсмана, звинувативши його в затягуванні внесення кандидатури міністра охорони здоров'я на затвердження Верховної Ради.
9 жовтня 2019 року Деркач оприлюднив документи 11 кримінальних справ, де йшлося, що начебто перший заступник директора НАБУ Гізо Углава протягом кількох років надавав посольству США у Києві інформацію, яка негативно вплинула на хід подій в Україні та США.
19 травня 2020 року Андрій Деркач оприлюднив першу, а 22 червня 2020 наступну, другу, порцію так званих «плівок Деркача», на яких ніби фігурують голоси, схожі на голоси Петра Порошенка і ексвіцепрезидента США Джо Байдена та які Петро Порошенко оцінив як спроби Росії втрутитися у президентські вибори в США. Через «плівки Деркача» на Петра Порошенка в травні 2020 року відкрили кримінальну справу за двома статтями: частина 1 статті 111 (державна зрада) та частина 2 статті 364 (зловживання владою).
На пресконференції 22 червня 2020 року Андрій Деркач разом із колишнім прокурором Костянтином Куликом висловив чергові звинувачення в сторону Демпартії США у «міжнародній корупції».
9 липня 2020 року Деркач пред'явив третю порцію плівок, серед яких значиться запис «розмови Порошенка з Путіним». Представники партії Порошенка назвали записи фейком. У США вважають, що Деркач це робив з метою дискредитації чиновників США.
У жовтні 2020 року Офіс генпрокурора відмовився відкривати кримінальну справу щодо ймовірної державної зради нардепів Деркача і Олександра Дубінського. При цьому, журналісти «Центру протидії корупції» стверджують, що «надали цілком конкретні фактичні дані щодо можливого вчинення злочину і Деркачем, і Дубінським». У жовтні 2020-го Facebook заблокував акаунт Деркача, якого в США називають агентом РФ за втручання у вибори Штатів.
У лютому 2020 року Генеральний прокурор України Ірина Венедіктова повідомила про закриття розслідуваної Національною поліцією України кримінальної справи проти віцепрезидента США Джо Байдена та продовження експертизи «плівок Деркача».
Громадською Організацією «Центр протидії корупції» були виявлені факти, що можуть свідчити про вчинення народним депутатом Деркачем Андрієм Леонідовичем злочину, що передбачений ст. 366-1 Кримінального кодексу України, декларування недостовірної інформації. Сам Деркач А. Л. повідомив про свої корпоративні права: частка в статутному капіталі 5 % ТОВ «Ера-Медіа»; частка в статутному капіталі 5 % ПАТ "Інформаційно-видавнича група «Телеграф»; дохід за рік склав 81 788,57 гривень. Однак, приховав від декларування деякі корпоративні права своєї дружини — Терехової Оксани.

## Розслідування

### Державна зрада
24 червня 2022 року СБУ викрила агентурну мережу ГУ ГШ РФ, у якій, за даними слідства, Андрій Деркач координував створення кількох приватних охоронних фірм у різних областях, щоб використати їх для швидкого захоплення України. За інформацією СБУ, Деркача було завербовано Головним управлінням Генштабу Збройних сил Росії у 2016 році. З ним особисто працювало вище керівництво ГУ — начальник управління Ігор Костюков і його перший заступник Володимир Алєксєєв.
У грудні 2023 року НАБУ направило справу щодо держзради та незаконного збагачення проти Деркача до суду.
У лютому 2024 року ВАКС постановив здійснювати спеціальне судове провадження у справі Деркача. За даними правоохоронців, у 2019-2022 роках він отримав щонайменше $567 тис. від російських правоохоронних та розвідувальних органів за діяльність, спрямовану на шкоду Україні.
Станом на вересень 2024 року Деркач, який втік з України та перебуває у розшуку, був сенатором від Астраханської області РФ, а в листопаді того ж року, він увійшов до Комітету безпеки і оборони Ради Федерацій РФ.

## Санкції

### Україна
У серпні 2021 року РНБО ввела санкції проти Деркача та ряду інших осіб, що перебувають під санкціями США.
22 листопада 2024 року позбавлений державних нагород України та інших форм відзначення згідно Указу Президента. 

### США
10 вересня 2020 року Міністерство фінансів США запровадило проти Деркача персональні санкції через спроби вплинути на вибори президента США 2020 року. За даними Міністерства, Деркач є агентом РФ протягом більш ніж десяти років та підтримує тісний зв'язок із російською розвідкою. Сам народний депутат Верховної Ради Андрій Деркач назвав це «помстою представників демокорупції» й пообіцяв продемонструвати «шокуючі факти викриття» у відповідь на американські санкції. Також він зазначив, що ймовірно буде судитися з Міністерством фінансів США.
10 січня 2021 року Управління контролю за іноземними активами Міністерства фінансів США запровадило санкції (за втручання в американські вибори та участь в російській мережі зовнішнього впливу зокрема, в російській кампанії з дезінформації) проти семи осіб (Олександр Дубінський, Дмитро Ковальчук, Костянтин Кулик, Олександр Онищенко, Антон Симоненко, Андрій Теліженко, Петро Журавель) та чотирьох юридичних осіб (ТОВ «Ера-Медіа», Інформаційне агентство Only News; Сайт NabuLeaks та ТОВ Скептик / Бегемот Медіа), які мають безпосередній зв'язок з Андрієм Деркачем. За даними Мінфіну США, «Деркач і його соратники з 2019 року використовували американські ЗМІ, соцмережі і впливових американців для поширення необґрунтованих і оманливих тверджень і таких, про те, що нинішні і колишні офіційні особи США причетні до корупції, відмивання грошей і незаконного політичного впливу в Україні».
7 грудня 2022 року Федеральний суд Східного округу Нью-Йорка в Брукліні оприлюднив обвинувальний акт щодо Деркача, якого звинувачують у фінансових злочинах. Звинувачення стосуються змови з метою банківського шахрайства та відмивання грошей, а також відмивання грошей у зв'язку з купівлею та утриманням нерухомості всупереч санкціям США. У разі визнання провини йому загрожує покарання у вигляді позбавлення волі на строк до 30 років.

## Громадська діяльність
З 1997 року очолює благодійницький фонд екології та соціального захисту «Наше майбутнє». Президент Міжнародного фестивалю православного кіно «Покров». Був почесним президентом медіахолдингу «Ера-медіа» та головою художньої ради ТРК «Ера». «Радіо Ера» протягом багатьох років співпрацювала з такими відомими іноземними медіа, як «Радіо Свобода», «ВВС», «Polskie radio».
У вересні 2018 року був одним із підписантів листа до патріарха Варфоломія, в якому закликав відкласти надання томосу Українській православній церкві.
Восени 2020 року Деркач був президентом «XVIII Міжнародного фестивалю православного кіно “Покров”», на якому пропагувались мир і дружба із країною агресором - Росією.
У лютому 2021 року написав листа до Вселенського патріарха Варфоломія у якому просив його не приїжджати в Україну із «загарбницьким планом» на 30-ту річницю відзначення Дня Незалежності України. Візит патріарха Варфоломія в Україну таки відбувся. Крім того у листі Деркач просив патріарха Варфоломія взяти участь у новому «Аммані» і тільки тоді їхати в Україну із “дорожньою картою”.

## Сім'я
За офіційною біографією, розлучений. Колишня дружина — Терехова Оксана Володимирівна, кандидат педагогічних наук, доцент кафедри культурології Київського національного університету культури та мистецтв.
У родині три доньки — Тетяна (одружена з Іваном Литвином, сином Володимира Литвина), Ксенія та Катерина — та два сини Григорій та Михайло.
Батько — генерал КДБ і СБУ, голова СБУ в 1998-2001 роках Леонід Деркач (1939—2022), змушений піти у відставку з посади голови СБУ через скандал з «плівками Мельниченка».

## Літературна творчість
Автор книги «Глухів — гетьманська столиця» (2000), співавтор монографій: «Бесконечно длящееся настоящее: Украина: четыре года пути» (1995), «Украина-Россия: испытание дружбой» (1997).